# Максим Сандович
Максим Сандович (рус. Максим Тимофеевич Сандович, пољ. Maksym Sandowicz) био православни свештеник, борац против латинизације свога народа и великомученик код етничке групе Русина - Лемка. 

## Биографија
Рођен у Аустро-угарском лемковском селу Ждиња, од оца Тимофеја и Кристине Сандович. Отац Тимофеј је био сељак и певао псалме код локалне грко-католичке цркве, мама је била домаћица. Основну школу од четири разреда је завршио у Горлицама, гимназију је учио у Јаслу. Већ у гимназији био је веома побожан човек па је планирао да се придружи манастиру. Напустио је гимназију Због лоших оцена. За три месеца био је у грко-католичком Креховском манастиру (село Крехов код Лавова). Манастир је напустио због лоше и стране атмосфере. Преузео је православну веру и отишао у Руску Империју у Почајовски манастир код града Почајов (данас Украјина). Тамо је на њега утецао (будучи) митрополит Антоније Храповицки, који га је препоручио волинском Семинарију у граду Луцк. По завршетку 11. септембра 1911. Антоније Храповицки га је рукоположио као свештеника, и слао да служи код Лемка. Максим Сандович је служио у неколико лемковских села, где се народ враћао на стару веру (село Граб).
Од стране Аустро-угарске био је више пута прогоњен и затворен. 28. 1912. ухапшен је и одведен у Лавов, где је оптужен за шпијунажу за Руску Империју. Тамо су му обећали излазак из затвора ако напусти православну веру. То се није десило па је 1914. изпуштен је из затвора. Вратио се у родно село Ждиња. С почетком Првог светског рата поново га ухапсе, оптужен је за ширење руске пропаганде. 6. септембра 1914. аустријска војска (капетан Дитрих) га је убила у затвору у Горлицах, без суђења, пред очима оца Јосифа и Максимове трудне жене. 
Последње речи Максима Сандовича биле су Живело свето Православље, живела света Русија.

## Канонизација
7. јула 1994. решењем архиерејског сабора Пољске православне цркве био је канонизован као светомученик. На његовом гробљу постављен је нови железни руски крст. 10. септембра 1996. решењем архиерејског сабора Руске православне заграничне цркве Максим Сандович унесен је у црквени календар. 3. априла 2001. решењем синода Украјинске православне цркве име Максима Сандовича унесено је у именик светника из Галиције. 22. новембра 2006. у именик карпаткоруских светитеља и 20. јулија 2012. и именик светника Волињских.